# Tamara Taylor (attrice)
Tamara Taylor (Toronto, 27 settembre 1970) è un'attrice canadese, famosa per l'interpretazione di Camille Saroyan nella serie televisiva Bones.

## Biografia
Taylor è nata a Toronto da padre bajan e madre scozzese. Ha abbandonato la scuola superiore per provare a fare la modella. Ha fatto apparizioni come guest star in varie serie televisiva tra cui NCIS, Numb3rs,CSI: Miami, Senza traccia, Dawson's Creek.
Ha interpretato Debrah Simmons nella commedia romantica del 2005 Amori e sparatorie, e il ruolo della migliore amica di Halle Berry in Vi presento Dorothy Dandridge.
È anche apparsa con un ruolo ricorrente nella serie TV Lost, in cui interpreta l'ex fidanzata di Michael e madre di Walt. 
Nel 2006 viene scelta per il ruolo di Camille Saroyan in Bones. Apparve per la prima volta nel primo episodio della seconda stagione. Nei primi sei episodi della stagione, fu accreditata come guest star perché il creatore Hart Hanson aveva pianificato di ucciderla nell'episodio 12 quando Howard Epps, un serial killer, l'avrebbe avvelenata, ma la risposta del pubblico al suo personaggio fu così forte che gli scrittori decisero di inserirla come personaggio fisso a partire dal tredicesimo episodio e per il resto della serie.
In seguito, Tamara Taylor ha recitato nell'ultima stagione di Agents of SHIELD, interpretando l'antagonista secondaria Sibyl .

## Vita privata
L'attrice è cugina di secondo grado acquisita di Neve Campbell, con la quale è apparsa in Party of Five.  
Tamara Taylor ha sposato l'avvocato Miles Cooley nel 2007,  divorziando poi nel maggio 2012. 

## Filmografia

### Cinema
- Effetti collaterali (Senseless), regia di Penelope Spheeris (1998)
- Graham's Diner, regia di Courtney Byrd (1999)
- Amori e sparatorie (Diary of a Mad Black Woman), regia di Darren Grant (2005)
- Serenity, regia di Joss Whedon (2005)
- Gordon Glass, regia di Omar Benson Miller (2007)
- Shuffle, regia di Kurt Kuenne (2011)
- Ana Maria in Novela Land, regia di Georgina Garcia Riedel (2015)
- August Falls, regia di Sam Hancock (2017)
- Diary of a Spy, regia di Adam Christian Clark (2022)

### Televisione
- LBJ: The Early Years, regia di  Peter Werner – film TV (1987)
- Tutti al college (A Different World) – serie TV, episodi 2x07-4x24-5x13 (1988-1992)
- Freshman Dorm – serie TV, episodio 1x04 (1992)
- Cinque in famiglia (Party of Five) – serie TV, 16 episodi (1996-1997)
- Dawson's Creek – serie TV, episodi 2x03-2x04 (1998)
- Ultime dal cielo (Early Edition) – serie TV, episodio 3x23 (1999)
- Vi presento Dorothy Dandridge (Introducing Dorothy Dandridge), regia di  Martha Coolidge – film TV (1999)
- Providence – serie TV, episodio 2x06 (1999)
- City of Angels – serie TV, 14 episodi (2000)
- Born in Brooklyn, regia di  John Fortenberry – film TV (2001)
- Hidden Hills – serie TV, 18 episodi (2002-2003)
- Miracles – serie TV, episodio 1x01 (2003)
- Everwood – serie TV, episodio 2x05 (2003)
- Becker – serie TV, episodio 6x05 (2003)
- Senza traccia (Without a Trace) – serie TV, episodio 2x08 (2003)
- The District – serie TV, episodio 4x14 (2004)
- Six Feet Under – serie TV, episodio 4x11 (2004)
- CSI: Miami – serie TV, episodi 3x07 (2004)
- One on One – serie TV, episodio 4x09 (2004)
- Lost – serie TV, episodi 1x14-2x02 (2005)
- Sex, Love & Secrets – serie TV, 8 episodi (2005)
- Numb3rs – serie TV, episodio 2x12 (2006)
- NCIS - Unità anticrimine (NCIS) – serie TV, episodi 2x22-3x22 (2005-2006)
- 3 libbre (3 lbs) – serie TV, episodio 1x01 (2006)
- Bones – serie TV, 223 episodi (2006-2017)
- Dating in LA and Other Urban Myths – serie TV, 4 episodi (2014)
- Altered Carbon – serie TV, 5 episodi (2018)
- The L Word: Generation Q – serie TV, episodio 1x08 (2020)
- October Faction – serie TV, 10 episodi (2020)
- Agents of S.H.I.E.L.D. – serie TV, 5 episodi (2020)
- Law & Order: Organized Crime – serie TV, 15 episodi (2021-2022)
- Law & Order - Unità vittime speciali (Law & Order: Special Victims Unit) – serie TV, episodio 23x09 (2021)
- Snowfall – serie TV, 5 episodi (2023)

## Doppiatrici italiane
Nelle versioni in italiano dei suoi lavori, Tamara Taylor è stata doppiata da:
- Irene Di Valmo in Bones, Agents of S.H.I.E.L.D., Law & Order: Organized Crime, Law & Order - Unità vittime speciali
- Alessandra Cassioli in Senza Traccia, October Faction
- Giò Giò Rapattoni in Cinque in famiglia
- Rossella Acerbo in CSI: Miami
- Laura Romano in Lost
- Tiziana Avarista in Altered Carbon